# P 66

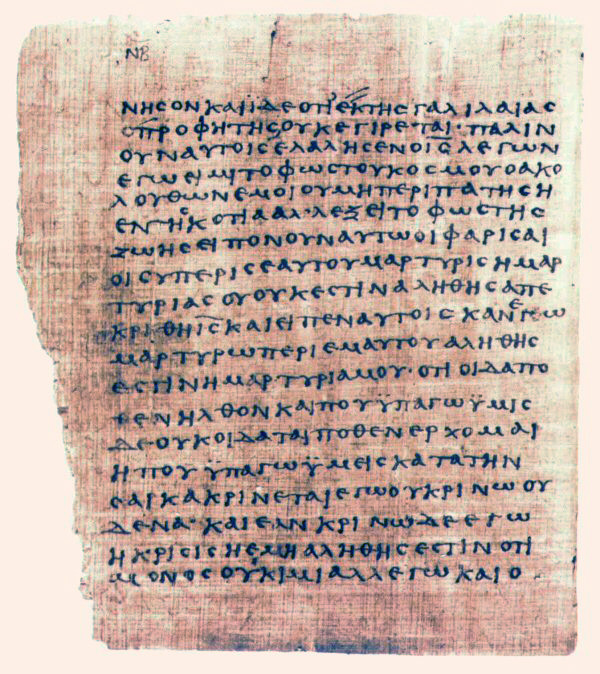

Papyrus 66, obvykle zkráceně P 66, neboli Papyrus Bodmer II, je papyrový kodex z první poloviny 2. století obsahující velkou část Janova evangelia.
Papyrový kodex s P 66 byl nalezen v roce 1956 ženevským univerzitním profesorem Victorem Martinem v Knihovně Bodmer v Cologny u Ženevy. Má celkem 104 dochovaných stran s velkou částí Janova evangelia. Chybí části 5,4; 6,11-35 a téměř celá část kap. 14-21. Kodex má kvadrátní formu (12,2 x 14,2 cm) a skládá se z 5 různě velkých sešitů.